# NGC 4312
NGC 4312是一个位于后发座的螺旋星系，距离地球5500万光年，1787年1月14日由威廉·赫歇爾发现，属于室女座星系團，有一个低電離星系核.。它已经受过衝壓力。NGC 4312中心有一个中等質量黑洞，质量在一万到三十万太阳质量之间。